# Hollar!
Hollar! è un album di Etta Jones, pubblicato nel 1963 dalla Prestige Records. Tutti i brani sono stati registrati negli studi di Rudy Van Gelder a Englewood Cliffs in New Jersey (Stati Uniti).

## Tracce
Lato A
1. And the Angels Sing – 2:37 (Ziggy Elman, Johnny Mercer) – Registrato il 30 marzo del 1961.
2. I Got It Bad (And That Ain't Good) – 4:11 (Duke Ellington, Paul Francis Webster) – Registrato il 16 settembre 1960
3. Give Me The Simple Life. – 2:54 (Rube bloom, Harry Ruby) – Registrato il 30 marzo del 1961
4. The More I See You – 4:13 (Mack Gordon, Harry Warren) – Registrato il 16 settembre 1960
5. Our Love Is Here To Stay. – 3:49 (George Gershwin, Ira Gershwin) – Registrato il 16 settembre 1960

Lato B
1. Reverse the Charges – 2:59 (Paul Francis Webster, Clarence Williams) – Registrato il 30 marzo del 1961
2. They Can't Take That Away From Me – 2:52 (George Gershwin, Ira Gershwin) – Registrato il 16 settembre 1960
3. Answer Me My Love – 3:20 (Fred Rauch, Carl Sigman, Gerhard Winkler) – Registrato il 30 marzo del 1961
4. Looking Back – 3:44 (Brook Benton, Belford Hendricks, Clyde Otis) – Registrato il 30 marzo del 1961
5. Nature Boy – 2:55 (Eden Ahbez) – Registrato il 28 novembre del 1962

## Musicisti
Brani A1, A3, B1, B3 & B4
- Etta Jones - voce
- Jimmy Neeley - pianoforte
- Wally Richardson - chitarra
- Michel Mulia - contrabasso
- Rudy Lawless - batteria

Brani - A2, A4, A5, & B2
- Etta Jones - voce
- Lem Winchester - vibrafono
- Richard Wyands - pianoforte
- Oliver Nelson - sassofono tenore
- George Duvivier - contrabbasso
- Roy Haynes - batteria

Brano B5
- Etta Jones - voce
- Jerome Richardson - sassofono tenore, flauto
- Ernie Hayes - organo
- Kenny Burrell - chitarra
- Bucky Pizzarelli - chitarra
- Sam Bruno - contrabbasso
- Bobby Donaldson - batteria